# تي-14 أرماتا
تي-14 أرماتا هي دبابة قتال رئيسية ببرج غير مأهول تم تصنيعها كنسخة تجريبية للمركبة الأساسية ارماتا.
يخطط الجيش الروسي لشراء 2300 دبابة أرماتا - تي 14إس خلال الفترة من 2015 إلى 2020م لتحل محل دبابات تي 72 القديمة، وفي مارس 2024 دخلت الخدمة في الجيش الروسي.

## معرض صور

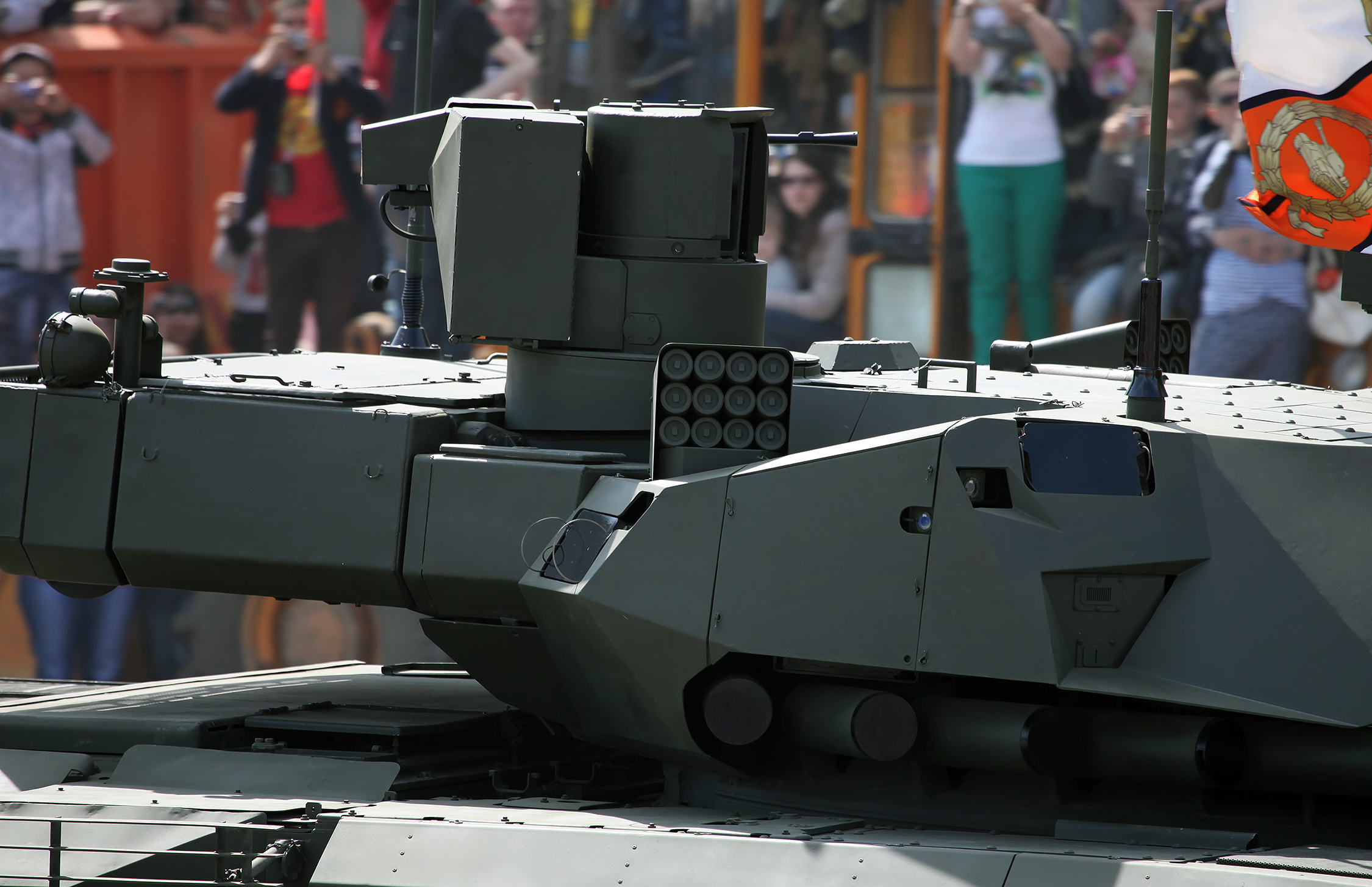
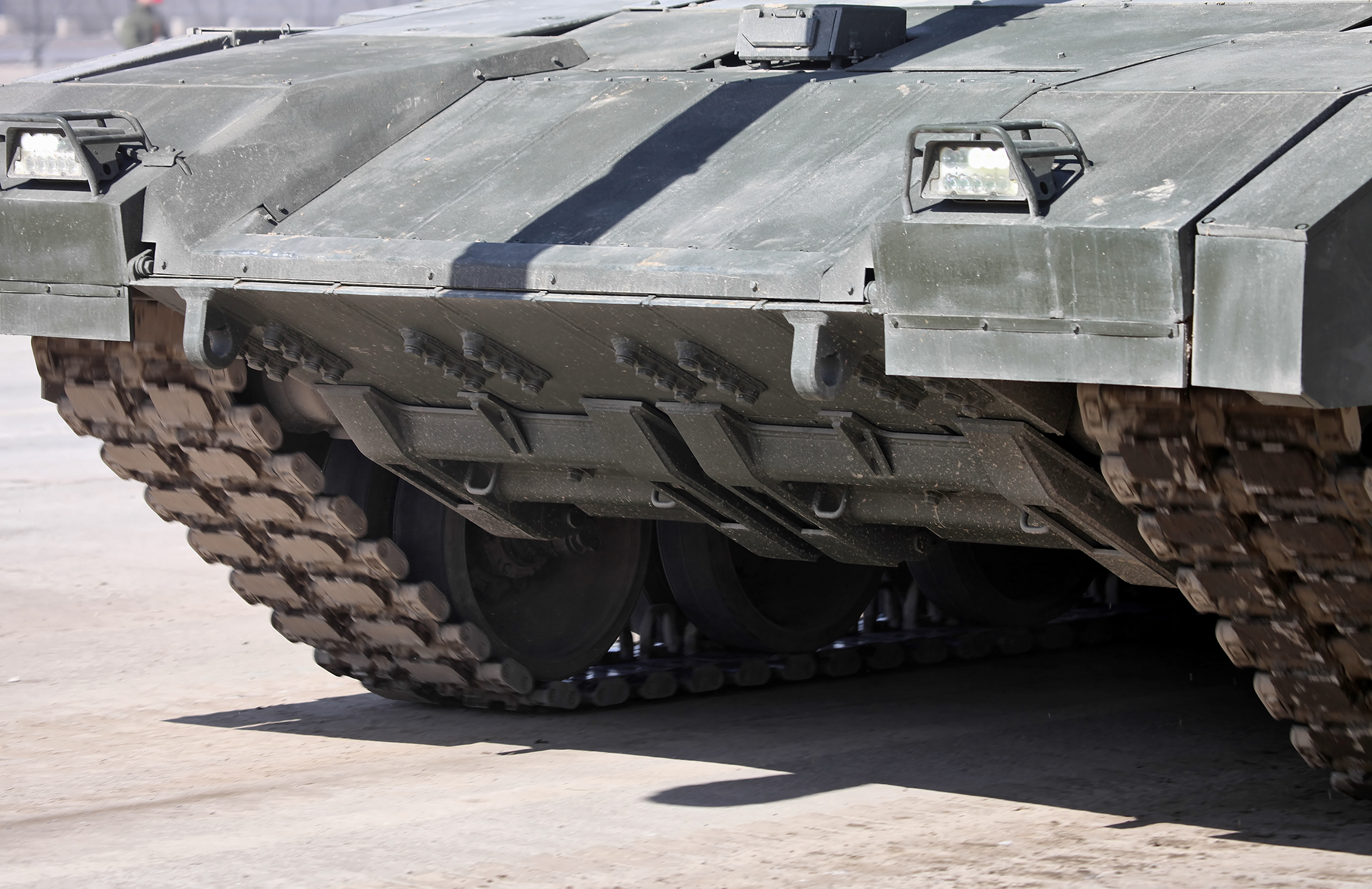
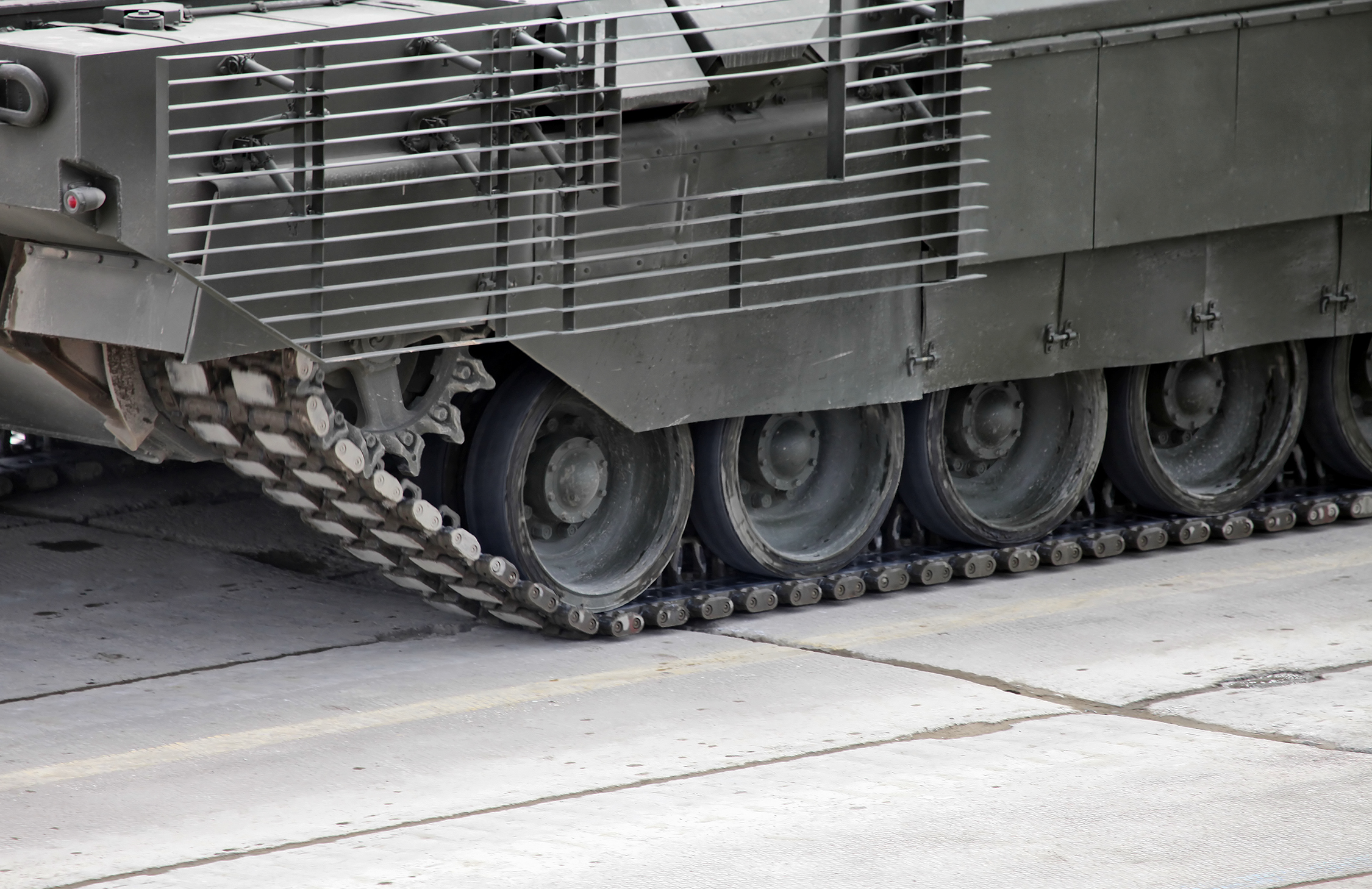
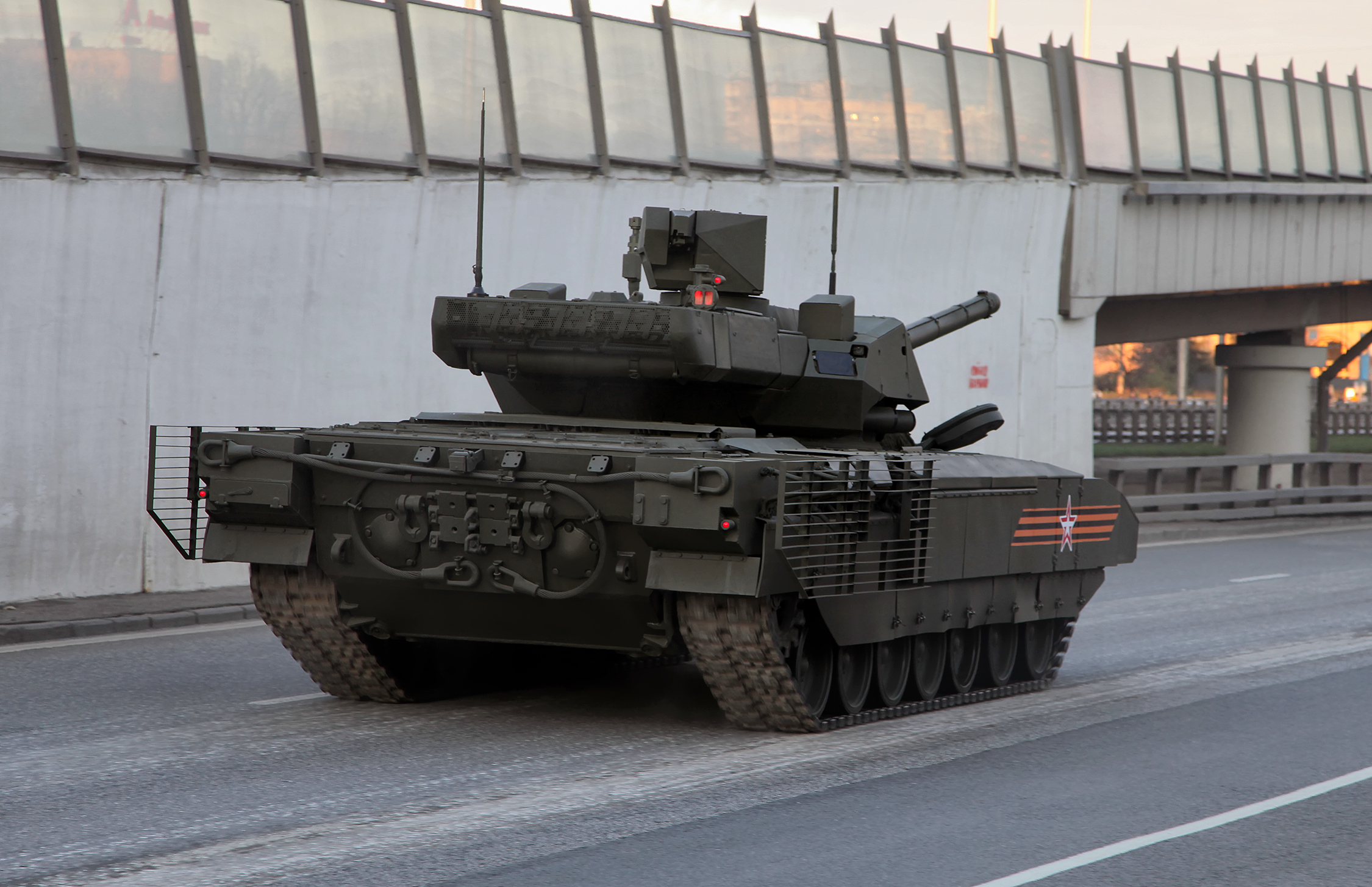
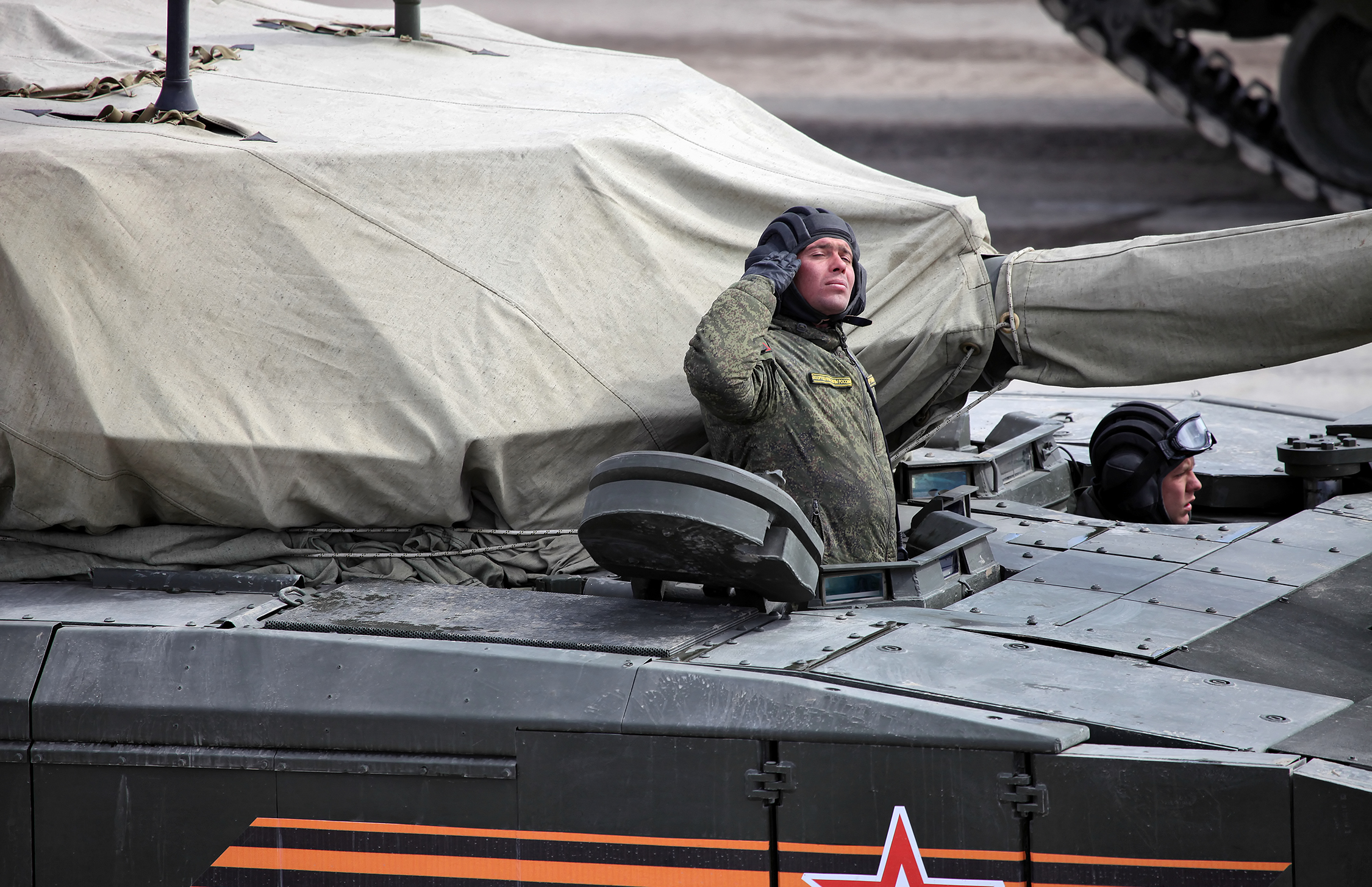
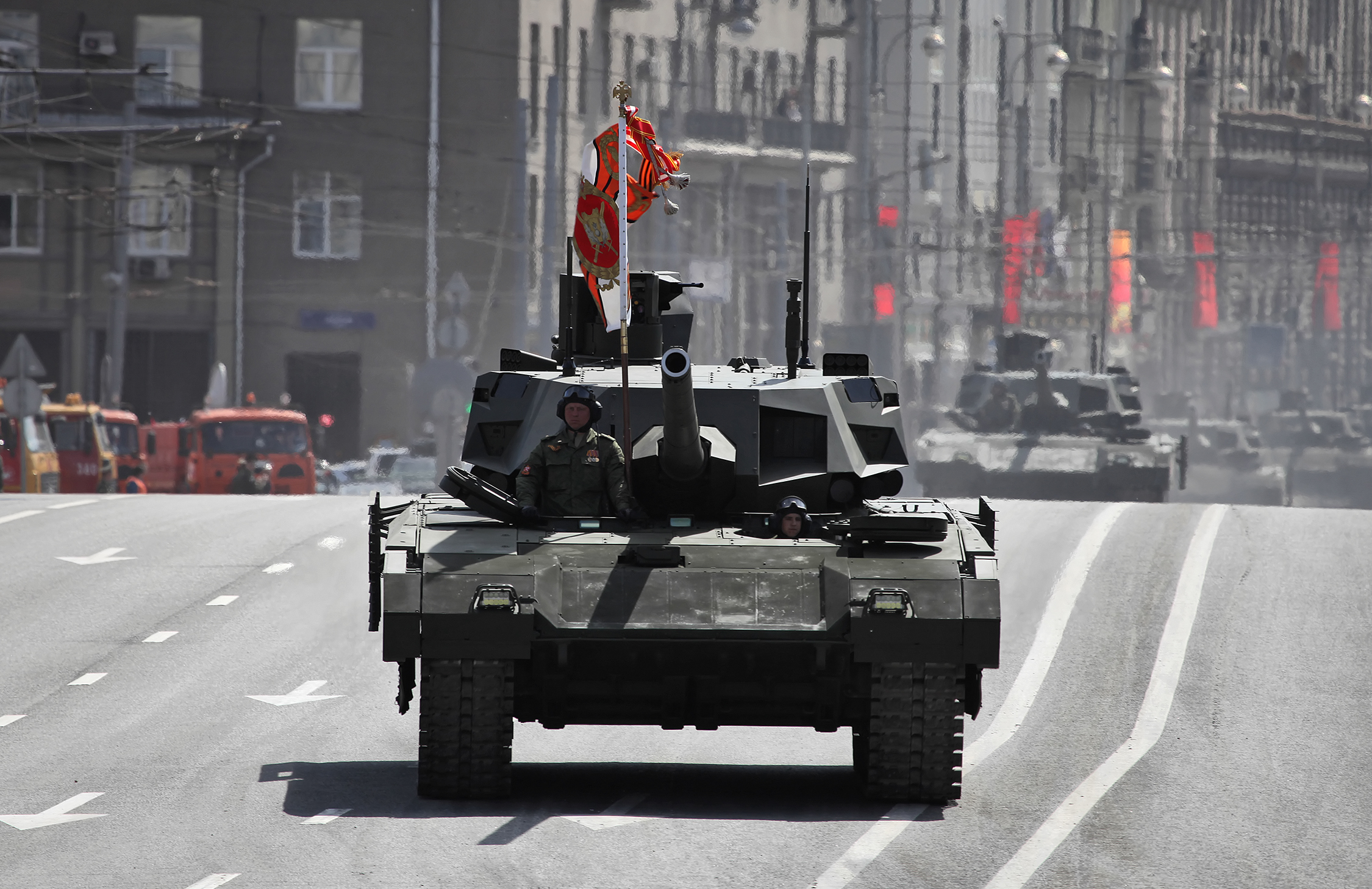

## المستخدمون
- روسيا
- الهند 1170 تحت الطلب [4]